# セントラルパークウエストシータワー
セントラルパークウエストシータワーは、千葉県千葉市美浜区の幕張ベイタウンのセントラルパークウエスト（区画）に所在する超高層マンション。2003年には幕張ベイタウンがグッドデザイン賞を受賞した。

## 概要

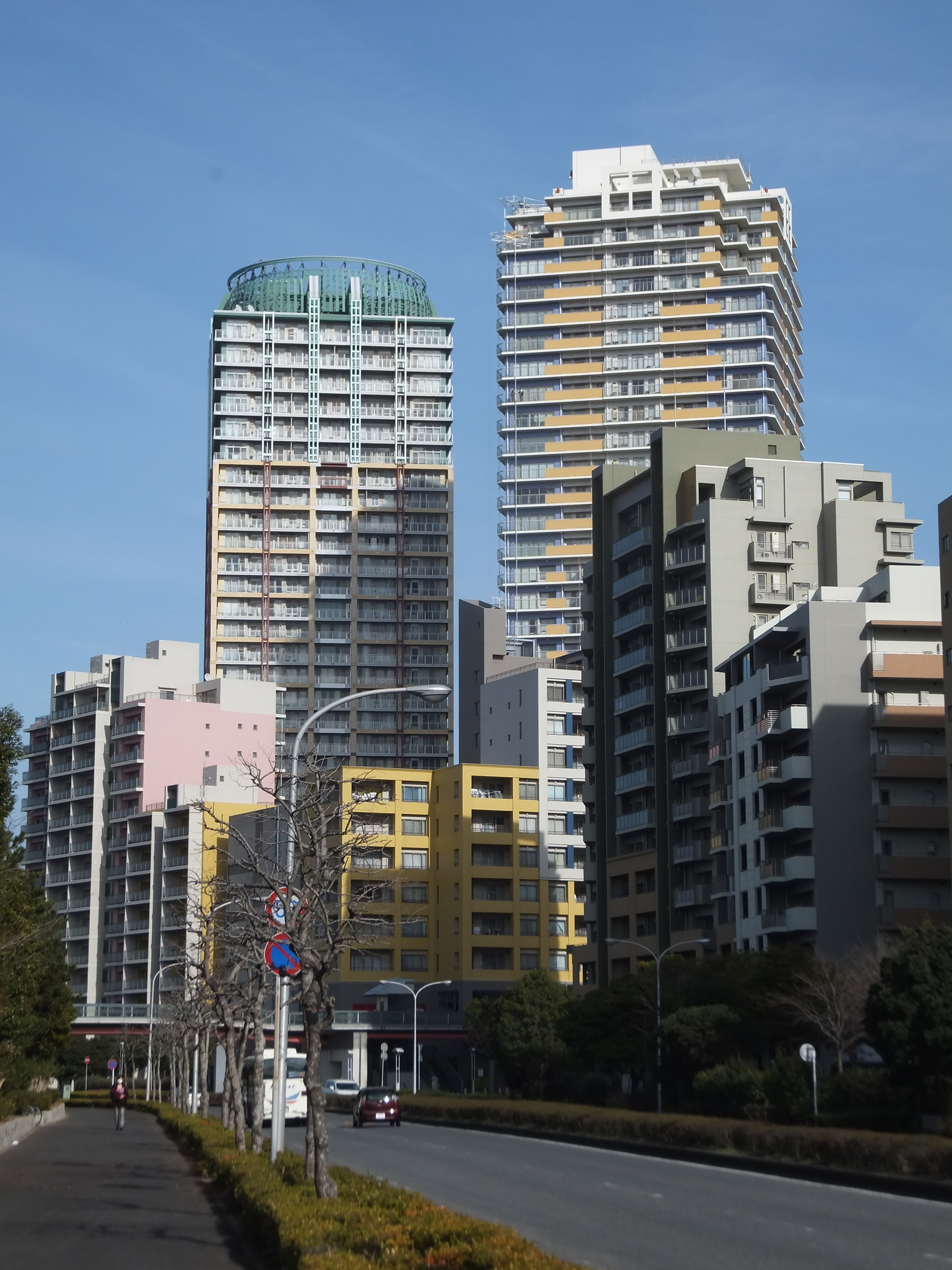
右側がセントラルパークウエストシータワー

幕張海浜公園から幕張ベイタウンの入口にあたるセントラルパークウエスト（区画）に所在し、隣接するセントラルパークイースト幕張パークタワーとツインタワーになっており、幕張ベイタウンのシンボルとなるよう計画されている。ツインタワーとなっているが、2棟はアンシンメトリーなデザインである。周囲にはセントラルパークウエストA棟 - D棟の4棟（高層建築物）とタワーパーキングが位置する。
2003年には幕張ベイタウン（セントラルパーク）がグッドデザイン賞に受賞しており、セントラルパークウエストシータワーは幕張ベイタウン（セントラルパーク）区画内に位置する。
共同住宅からなり、建築規模は地下1階 - 地上32階建て全226戸の超高層マンションとなっている。設計・監理は清水建設、デベロッパーは清水建設、鹿島建設、三井不動産、三井物産、興和不動産が行っている。

## 施設
- 住戸：226戸
- 駐車場：タワー駐車場（台）

## 歴史
- 2001年（平成13年）3月 - 竣工。
- 2003年（平成15年）10月1日 - グッドデザイン賞の建築・環境デザイン部門に幕張ベイタウンが受賞[5]。

## アクセス

### 公共交通機関
- JR東日本 海浜幕張駅 徒歩約8分

### 自動車
- 最寄りのインターチェンジ
  - 東関東自動車道 湾岸千葉インターチェンジ

## ロケ

### テレビドラマ
- 奥さまは魔女 -Bewitched in Tokyo-（TBS系列金曜ドラマ、2004年1月16日～3月26日、なお12月21日にもスペシャルドラマで放送された。） - 主人公の松井ありさ・譲二夫妻が居住している「TOKYOグランパワー」の向かいのマンションに佐々木周三・倉子夫妻が居住しているという設定がある。そこで倉子はベランダから度々ありさ達が魔法を使うのを目撃してしまって、大騒ぎで夫・周三に報告するも、全然信じてもらえず、軽くあしらわれてしまうのが恒例となっている。